# Иван Йончев
 Тази статия е за поета.  За кмета вижте Иван Йончев (кмет на Бургас).  
Иван Петров Йончев е български поет.
Роден в Самоков на 3 април 1884 г. Баща му е предприемач в София, но фалира и семейството му изпада в мизерия. Животът на поета се движи между Самоков и София. Умен, схватлив, с наклонности към литературата и музиката, той е любимец на учителите си, но поради липса на средства и крехкото си здраве не успява да завърши Първа софийска мъжка гимназия.
Започва да пише още като ученик – едва 14-годишен, издава пиесата-поема „Слепец“. Дружи с Дебелянов, Николай Райнов, художника Константин Щъркелов, оперния певец Стефан Македонски. Принадлежи към така наречения бохемски кръг в българската литература. През 1904 г. заедно със Стефан Македонски заминава за Загреб да следва певческо изкуство. Играл е на загребска сцена.
Творческото наследство на Йончев е неголямо по обем, но лириката му носи белег на непосредственост и вдъхновение. Основни мотиви са копнежът по несподелената любов, неосъществено щастие и беззаветна привързаност към родна майка, народ и Родина. Балканските войни променят и живота, и поезията му. Тогава пише прочутите си стихотворения, превърнали се в песни. Ранен, Иван П. Йончев се връща в София, където с много мъка успява да издаде една малка книжка „За Родината“ (1915). Там е публикувано и стихотворението „Един завет“, по чийто текст композиторът Георги Шагунов създава музиката за незабравимия марш на Българската армия. С този марш и с още няколко стихотворения, превърнати в песни („И бих желал орел да бъда аз…“, „Какво са, о, татко, в небето звездите“), Иван Йончев остава в българската литература.
Умира от туберкулоза в Бояна на 26 май 1918 г. Изпратен е с военни почести, а Стилиян Чилингиров чете слово над гроба му. По предложение на Иван Вазов улицата, на която е живял в Бояна, носи неговото име. През 1944 г. гробът му е заличен от комунистическата власт.
През 1995 г. от забвение го изважда тънка книжка, озаглавена „Заветът на дедите“ на издателство „Сребърен лъв“. През 1998 г. БНТ излъчва документален филм за поета.
Читалищната библиотека в Самоков притежава богат архив за Иван П. Йончев.

## Издадени книги
1. „Слепец“, Поема, С., печатница „Б. Зилбер“, 1904
2. „Есенни листа“, С., печатница „Габрово“, 1908
3. „Родни песни“, кн. I, С., печатница „Ден“, 1914
4. „За родината“, С., Придворна печатница, 1916
5. „Цветя“ (стихотворения), С., 1917
6. „Стоян Хайманата“ (сцени от живота), С., 1903
7. „Стихотворения“, С., Книгоиздателство на българските писатели, 1917
8. „Заветът на дедите“, С., ИК „Сребърен лъв“, 1995